# Marissa Damink
Marissa Damink - van der Meijden (Enschede, 24 oktober 1995) is een Nederlandse atlete. Zij is gespecialiseerd in de middellange afstand, met name de 1500 m. Op deze afstand heeft ze meerdere nationale titels gewonnen. 

## Biografie
Damink begon als hockeyspeelster, voordat ze in 2014 overstapte naar de atletiek. In 2017 deed ze vervolgens voor het eerst mee aan een Nederlands kampioenschap, waar ze meteen een bronzen medaille won op de 800 m. 
Damink groeide op in Roosendaal, Noord-Brabant, en studeerde Human technology aan de Technische Universiteit Eindhoven. Voor haar studie woonde ze een tijdje in Finland, voordat ze naar Zaandam verhuisde. In februari 2022 won ze haar eerste Nederlandse titel door een gouden medaille op de Nederlandse indoorkampioenschappen in Apeldoorn in de wacht te slepen op de 1500 m. Een jaar later werd zij bij deze kampioenschappen tweede achter Maureen Koster. In maart 2023 trad Damink aan op de Europese indoorkampioenschappen in Istanbul op de 1500 m.
In juni 2023 werd Damink tiende op de 1500 m tijdens de EK voor landenteams in Chorzów. Een maand later werd ze opnieuw Nederlands kampioene op de 1500 m op de NK in Breda. In oktober 2023 werd Damink opnieuw tiende, ditmaal op de mijl tijdens de World Athletics Road Running Championships in Riga. Op deze afstand liep ze in september 2024 vervolgens een Europees record in Düsseldorf, Duitsland, in een tijd van 4.30,3.
Damink nam in 2024 deel aan de NK indoor, waar ze zowel op de 1500 als de 3000 m nationaal kampioene werd. Later dat jaar won ze ook op het NK outdoor de titel op 1500 m door in het FBK stadion opnieuw te winnen van Maureen Koster. Daarnaast nam Damink op deze afstand deel aan het EK in Rome. Drie maanden later, in september 2024, liep ze een nieuw persoonlijk record door in Zagreb, Kroatië, bij de 2024 World Athletics Continental Tour de 1500 m af te leggen in 4.04,37. Met deze tijd is Damink de vijfde Nederlandse vrouw aller tijden.
Het succesvolle jaar 2024 sloot Damink af met het winnen van de korte cross tijdens het Nederlands kampioenschap veldlopen en deelname aan de mixed relay op de Europese kampioenschappen veldlopen in Antalya, Turkije. Samen met Stefan Nillessen, Dagmar Smid en Robin van Riel legden ze elk 1500 m af op een cross parcours. Het team finishte als vierde op dit EK.

## Nederlandse kampioenschappen
Outdoor
| Onderdeel                 | Jaar             |
| ------------------------- | ---------------- |
| 1500 m                    | 2023, 2024, 2025 |
| veldlopen (korte afstand) | 2024             |

Indoor
| Onderdeel | Jaar       |
| --------- | ---------- |
| 1500 m    | 2022, 2024 |
| 3000 m    | 2024       |

## Persoonlijke records
Outdoor
| Onderdeel         | Prestatie   | Datum            | Plaats     |
| ----------------- | ----------- | ---------------- | ---------- |
| 800 m             | 2.01,42     | 27 juli 2024     | Kessel-Lo  |
| 1000 m            | 2.40,90     | 11 mei 2024      | Lisse      |
| 1500 m            | 4.04,37     | 1 september 2024 | Zagreb     |
| 2000 m            | 6.00,82     | 8 september 2023 | Trier      |
| 1 Eng. mijl (weg) | 4.30,3 (ER) | 1 september 2024 | Düsseldorf |

Indoor
| Onderdeel   | Prestatie | Datum            | Plaats       |
| ----------- | --------- | ---------------- | ------------ |
| 400 m       | 56,30     | 2 maart 2019     | Apeldoorn    |
| 800 m       | 2.03,57   | 11 februari 2024 | Apeldoorn    |
| 1500 m      | 4.09,93   | 20 januari 2024  | Dortmund     |
| 1 Eng. mijl | 4.30,87   | 2 februari 2025  | Val-de-Reuil |
| 3000 m      | 9.00,85   | 22 februari 2025 | Apeldoorn    |

## Palmares

### 800 m
- 2017:  NK – 2.09,68
- 2018:  NK – 2.11,24
- 2019:  NK indoor – 2.10,37
- 2019:  NK – 2.07,59
- 2020:  NK indoor – 2.08,60
- 2021:  NK – 2.08,34
- 2022:  NK – 2.10,08
- 2023:  NK – 2.05,73

### 1000 m
- 2024:  Ter Specke Bokaal - 2.40,90

### 1500 m
- 2021:  NK – 4.18,12
- 2022:  NK indoor – 4.23,89
- 2023:  NK indoor – 4.10,88
- 2023: 5e in serie EK indoor – 4.11,38
- 2023: 10e EK voor landenteams in Chorzów – 4.14,47
- 2023:  NK – 4.28,14
- 2024:  NK indoor – 4.25,52
- 2024: 8e in serie EK – 4.13,16
- 2024:  NK – 4.26,06
- 2024: 8e FBK Games – 4.06,07
- 2025: 4e in serie EK indoor – 4.15,16
- 2025:  NK – 4.11,61

### 3000 m
- 2024:  NK indoor – 9.02,44
- 2025:  NK indoor – 9.00,85